# 高島屋
34°39′53.55″N 135°30′3.44″E / 34.6648750°N 135.5009556°E

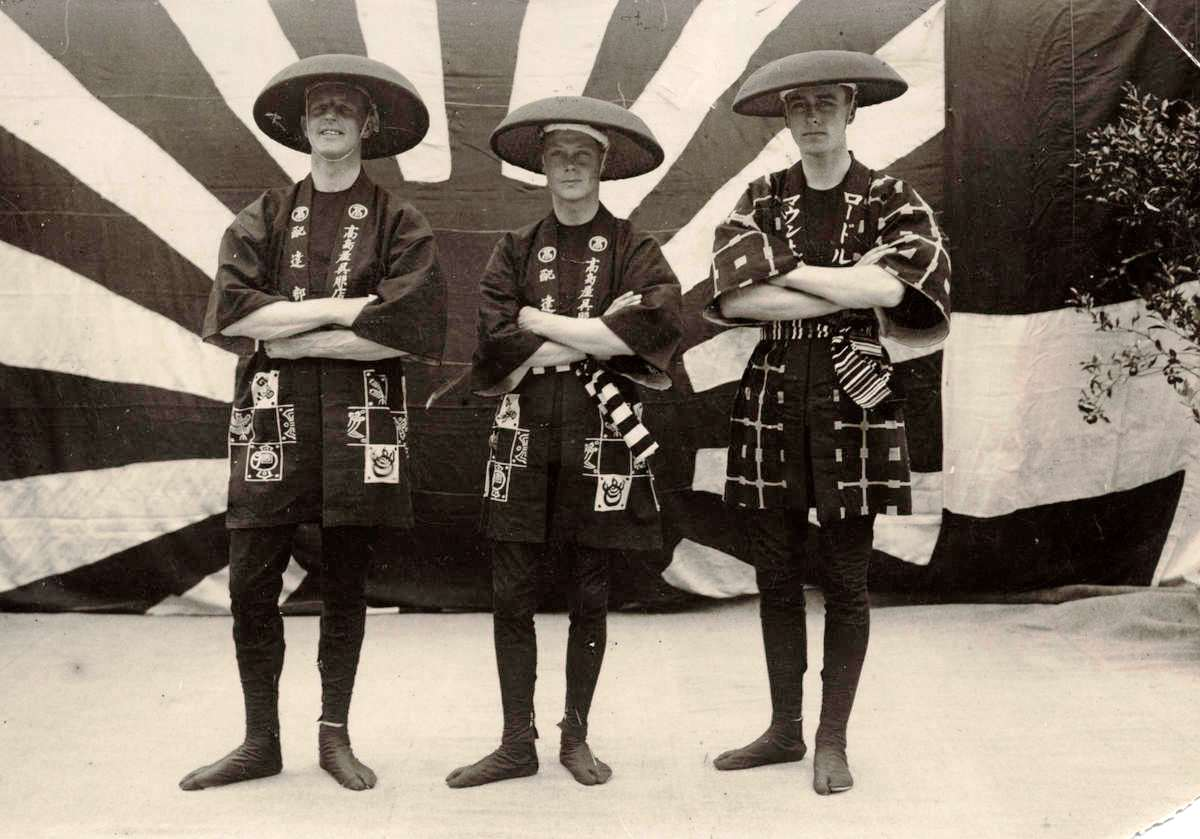
1922年第一代緬甸的蒙巴頓伯爵路易斯·蒙巴頓參訪日本時在旭日旗前穿著高島屋制服紀念

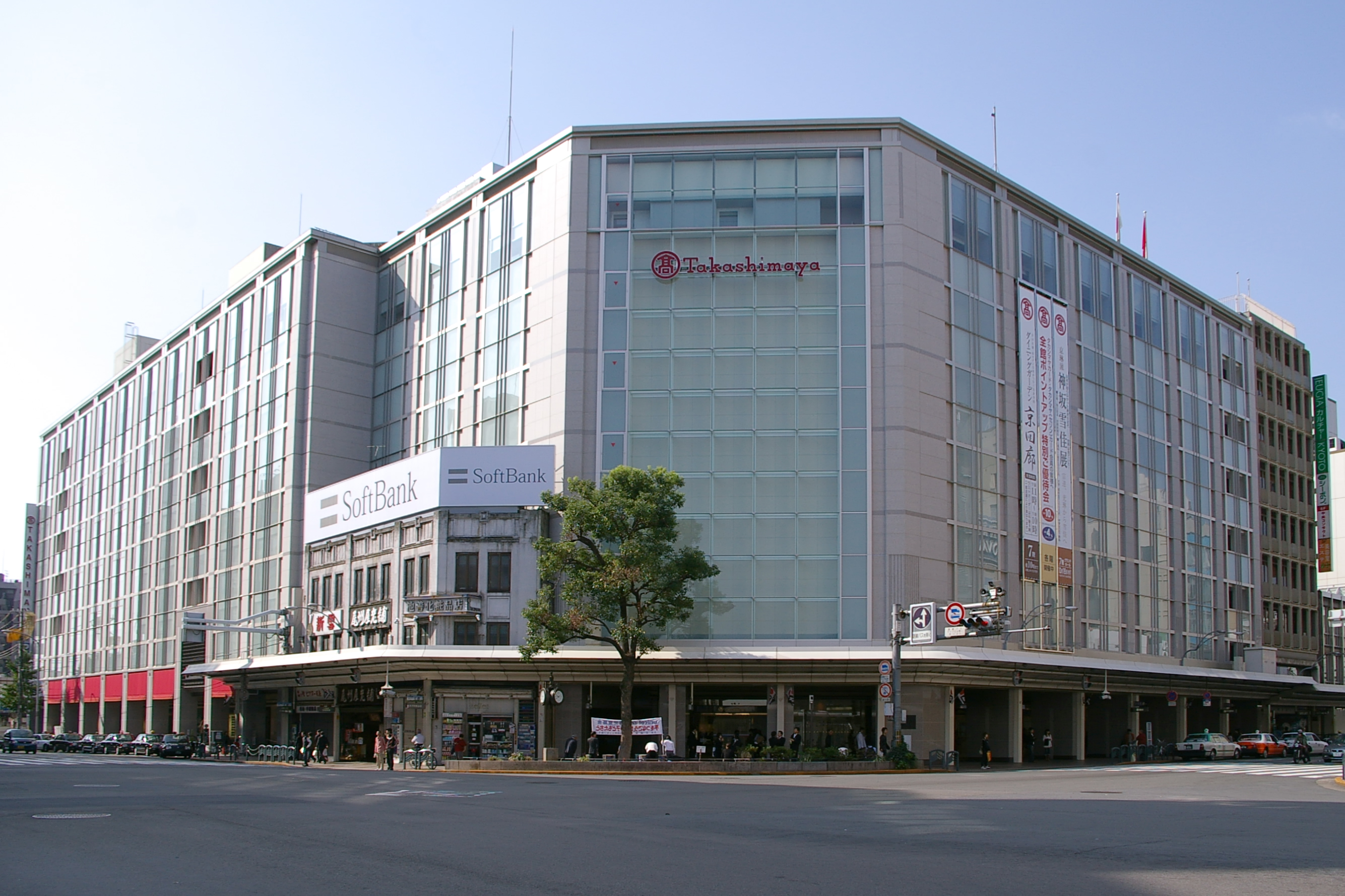
京都店

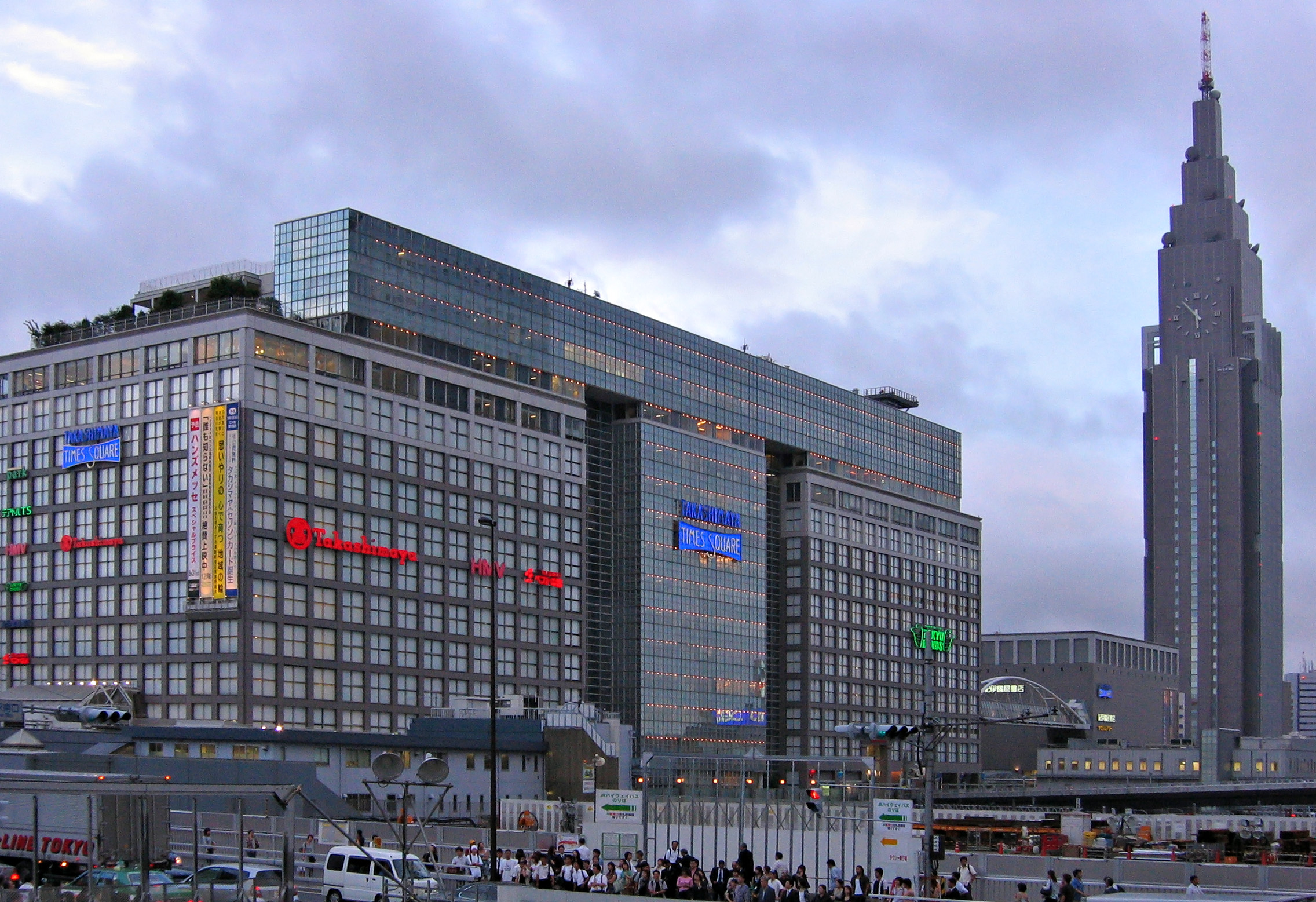
東京新宿店（高島屋時代廣場）

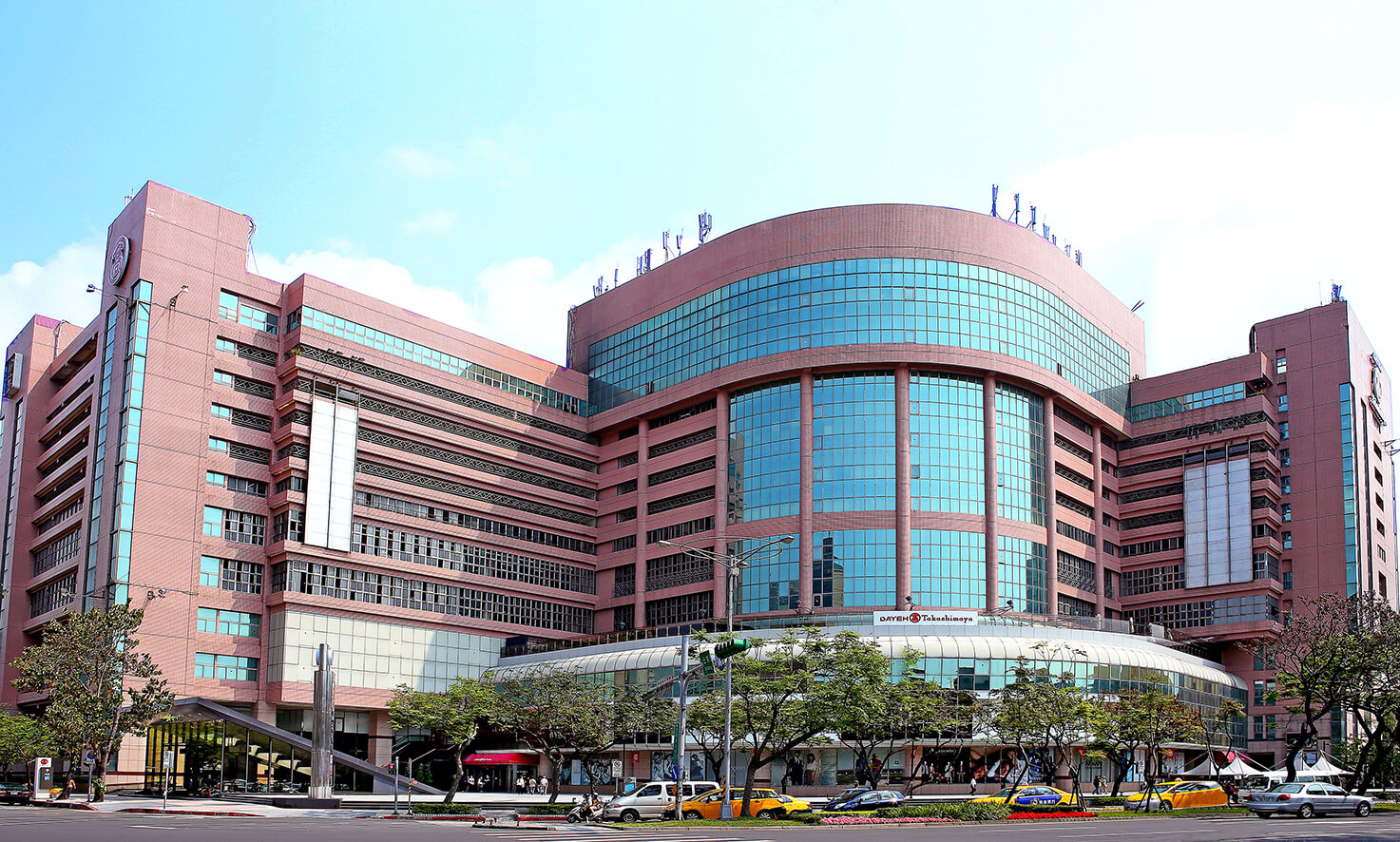
台灣·台北·大葉高島屋

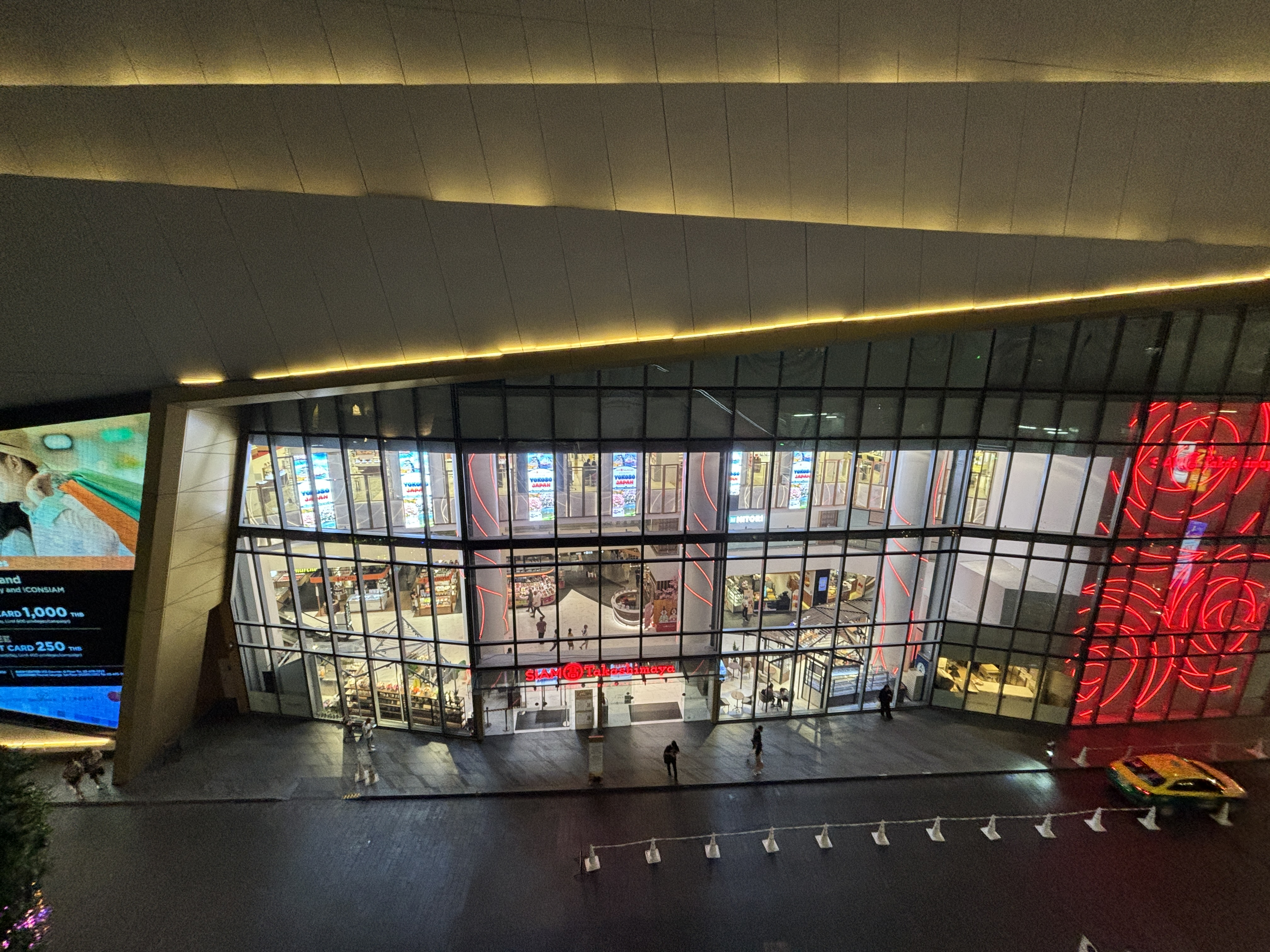
曼谷暹罗天地·暹罗高岛屋

高島屋（日语：／ Takashimaya）是一家日本大型連鎖百貨公司，最初是飯田新七在1829年創立於京都的織品零售商，之後在1922年踏入百貨公司領域，至2021年高島屋日本國內擁有17個直營店舖，8個子公司授權經營店舖、兩個旗下東神開發公司經營商場，日本以外分別在新加坡、中國上海市、越南胡志明市、泰國曼谷設有分店。臺灣是高島屋品牌授權店。
高島屋是日本「Highland集團」的核心店。目前高島屋總店（大阪店）位於大阪難波的南海電鐵難波站大樓內。

## 歷史
- 1831年（天保2年），飯田新七在京都創業，以義父飯田儀兵衛的出身地近江國高島郡（今高島市）命名為「高島屋」。當時主要售賣二手服裝及棉料織品。當時店鋪位置為現今之京都銀行總行。
- 1855年（安政2年），停止二手服裝業務，轉為販售棉料及吳服。
- 1897年（明治30年），获指定为宫内厅御用企业[3]。
- 1898年（明治31年），大阪店開店，設於心齋橋筋。
- 1900年（明治33年），東京店開店，設於京橋區（日语：京橋区）西紺屋町（今中央區銀座西一丁目）。
- 1904年（明治37年），高島屋的「髙」字商標註冊。
- 1909年（明治42年），「高島屋飯田合名會社」成立，資本額為100萬日圓。
- 1916年（大正5年），東京店新址落成，位於京橋區南傳馬町（今中央區京橋）。貿易部門獨立為「高島屋飯田株式會社」，為今日丸紅前身之一。
- 1919年（大正8年），株式會社高島屋吳服店成立。
- 1922年（大正11年），大阪店新址落成，位於長堀橋筋。
- 1930年（昭和5年）12月 ，株式會社高島屋吳服店更名為「株式會社高島屋」。
- 1932年（昭和7年），南海店開店，位於南海電鐵難波站內（南海大樓（日语：南海ビルディング））。
- 1939年（昭和14年），位於長堀橋筋的大阪店閉店。同時南海店改名大阪店，並沿用至今。
- 1949年（昭和24年）5月，股票於大阪證券交易所及東京證券交易所公開發行。
- 1994年（平成6年) 7月，位於台北市天母的大葉高島屋開店，該店為高島屋與大葉集團合資成立，為高島屋在亞洲第二間分店，至2016年，日本高島屋全面撤出資本，大葉高島屋由大葉集團全資，僅有高島屋品牌授權。[4]
- 2008年（平成20年），大阪國稅局稅務調查，發現疑似漏稅申報約2億9500萬元。
- 2008年（平成20年），與旗下擁有阪急、阪神兩家連鎖百貨的H2O零售公司（日语：エイチ・ツー・オー リテイリング）宣布在合併的目標下進行業務合作。但合併案在2010年破局。

### 上海高島屋
上海高島屋位於上海市长宁区古北新区，為日本高島屋集團全資的海外分店。
2012年底高島屋經過漫長規劃決定投資40億日元進軍中國大陸市場，其在台灣有漫長的經營歷史認為能掌握大中華區的消費走向與愛好，在廣闊的市場大展拳腳，然而其初始決策錯誤導致後續的失敗。
當年上海市在東京舉辦投資説明會被公司高層認為是契機，也順利利用此一管道聯繫上海外經貿委處長，不久高島屋案被列為外國投資促進中心的跟進項目，上海市政府提供前期規劃輔導，首先推薦了黃浦區、盧灣區的黃金地段，其次作為備選還提出虹口區等地的開店位置，然而當年度爆發釣魚台國有化事件，中日關係惡化民間也有敵視情緒，可能受此影響也可能是多種原因考慮，最後店址選在日本僑民和部分外國人比較集中的古北，並未理會外國投資促進中心的建議，然而當地除了僑民這一優勢外其餘條件都是劣勢，發展水平、交通、居民所得、日常人口等都差甚多。日經新聞於高島屋的倒店分析報導中認為地段問題是老牌零售業最不該犯的錯誤與敗筆。當時就有日本業內人士不看好，認為在動線孤懸之處開店，認定大量顧客會專程為了去高島屋而遠程跑去未免太過於高估自己的吸引力。
後來裝修完畢後在中日關係低谷低調的開店，果然業績低落，但經營方認為過了低谷期就會好轉，然事後證明一直到7年後倒店整個過程橫跨多年都沒起色，很難將經營失敗單純歸咎於當時的釣魚台事件。開店半年後專攻市場研究的日本法政大學小川孔輔教授發表對專程上海高島屋的考察：「投下巨資大張旗鼓地營業6個月後的高島屋中國1號店居然很悲慘，從1樓到5樓顧客人數只有12人，而為這12人服務的售貨員卻有大約200人。我看到了令人難以置信的景色。」並建議應該立即關店或是全面撤換商場內營業項目，不能再有以撐待變的幻想。之後數年虧損的歲月裡上海店也有部分轉型例如餐飲店增多，依然沒有挽回局面。日經分析經營人才的選用和價格上也都犯下大錯，市面上也有中國消費者反映許多商品比托人跨境網購還貴的怪現象。
之後中國市場基礎土壤也發生巨變，眾多外資賣場如樂天瑪特、瑪莎百貨、易買得、特易購因各種原因退出，家樂福也將分公司經營權賣給蘇寧，顯示中國消費者並不再對外國品牌百貨有一種景仰而認為其與國內品牌百貨無太大差異，只從價格與交通便利性考量選擇自己方便的去處，此一大環境下幾乎高島屋已經沒有營利可能，2019年宣布連續七年虧損8月25日終止營業在連一家分店都未開出的情形下撤退。 而8月23日事件轉機，高島屋宣布由於市政府出面協調房租問題，房東中華企業決定降租，百貨暫緩倒閉決定再試一次繼續營業。

## 店鋪

### 日本國內
直營店 / 近畿
- 大阪店

（大阪市中央區難波。設於南海電鐵難波站內，也是高島屋的公司登記地址所在。物業持有權由南海電鐵所有。）
- 堺店

（堺市）
- 泉北店

（堺市）
- 京都店

（京都市下京区；京都是高島屋的始創地，但該店並非創始店鋪原址）
- 洛西店

（京都市西京區）
直營店 / 關東
- 日本橋店

（東京都中央區日本橋。原稱東京店。）
- 新宿店

（東京都涩谷区，位於高島屋時代廣場內）
- 玉川店

（東京都世田谷区）
- 立川店

（東京都立川市）
- 横滨店

（横滨市西区。物業持有權為相模鐵道所有。）
- 大宮店

（埼玉市大宮区）
- 柏店

（千葉縣柏市）
- Takashimaya FOODMAISON 流山大鷹之森店

（千葉縣流山市）
- Takashimaya FOODMAISON 新橫濱店

（橫濱市港北區新橫濱）
直接子公司所屬店
- 株式會社高崎髙島屋 / 高崎店

（群馬縣高崎市）
- 株式會社岐阜髙島屋 / 岐阜店

（岐阜縣岐阜市）
- 株式會社岡山髙島屋 / 岡山店

（岡山市北區）
- Takashimaya FOODMAISON 岡山店

（岡山市北區。由岡山髙島屋經營。）
合資公司所屬店
- 株式會社JR東海髙島屋

JR名古屋高島屋（；名古屋市中村區名驛。位於JR中央大廈內。與JR東海等企業合資。）
- 株式會社伊予鐵髙島屋

伊予鐵高島屋（；愛媛縣松山市。與伊予鐵道合資。）
品牌授權提攜店
- 株式会社米子髙島屋

（JU米子タカシマヤ ；鳥取県米子市； 1961年開幕，2019年將全數股份轉移給當地 Joy Urban 企業；2020年3月更名為『JU米子高島屋』。）

### 日本國外
高島屋在日本以外擁有4個店舖。
- 新加坡
  - 新加坡高島屋（Singapore Takashimaya）

1993年10月8日開店，位於乌节路上。
- 中國
  - 上海高島屋

位於上海市上海軌道交通十號線「伊犁路站」。
- 越南
  - 越南高島屋

2016年7月30日開店，位於胡志明市「西貢中心」內。
- 泰國
  - 暹罗高島屋

2018年11月10日開店，位於曼谷暹罗天地內。

#### 品牌授權提攜店
- 台灣
  - 大葉高島屋

1994年7月開店，位於台北市士林區天母，大葉高島屋原為合資經營，後日本高島屋撤資，改由大葉集團全資經營，現為高島屋品牌授權店。

## 外部連結
- 日本高島屋 （页面存档备份，存于）（日語）（繁體中文）（简体中文）（英文）
- 新加坡高島屋 （页面存档备份，存于）（英文）
- 上海高島屋 （页面存档备份，存于）（简体中文）
- 越南高島屋 （页面存档备份，存于）（越南文）（英文）
- 曼谷高島屋 （页面存档备份，存于）（泰文）（英文）
- 台灣大葉高島屋 （页面存档备份，存于）（中文）